# Annette Breitbach-Schwarzlose
Annette Breitbach-Schwarzlose (* 14. April 1952 in Braunschweig; † 8. September 2001 in Bergheim) war eine deutsche Landespolitikerin der SPD in Nordrhein-Westfalen. Sie gehörte dem Landtag von 2000 bis zu ihrem Tod im September 2001 an.

## Leben
Sie war studierte Betriebswirtschaftlerin und später Hausfrau. Sie war verheiratet und Mutter zweier Söhne.
Annette Breitbach-Schwarzlose trat 1990 in Bergheim der SPD bei und war zunächst innerparteilich aktiv. Ab 1994 war sie sachkundige Bürgerin im Rat der Stadt Bergheim und wurde nach der Kommunalwahl 1999 Ratsmitglied. Im gleichen Jahr konnte sie sich innerparteilich gegen mehrere Konkurrenten im damaligen Landtagswahlkreis Bergheim/Pulheim als Landtagskandidatin durchsetzen. Am 14. Mai 2000 gelang es ihr bei den Landtagswahlen hier, sich gegen den damaligen CDU-Spitzenkandidaten und späteren Ministerpräsidenten Jürgen Rüttgers mit 43,8 Prozent der Stimmen durchzusetzen und das Direktmandat zu erlangen.
In ihrer kurzen Wirkungsphase im Landtag arbeitete Annette Breitbach-Schwarzlose im Schul- und Petitionsausschuss mit. Auch ihr Ratsmandat in Bergheim behielt sie bis zu ihrem Tode.
Sie starb im September 2001 in Bergheim im Alter von 49 Jahren an einem Krebsleiden. Ihre Nachfolgerin im Landtag wurde die damalige SPD-Ministerin Birgit Fischer.